# ペトレ・ロマン
ペトレ・ロマン（ルーマニア語: Petre Roman、1946年6月22日 - ）は、ルーマニアの政治家、技術者である。
首相（第53代）、上院議長（第38代）、外相、上院議員（2期）、下院議員（3期）を務めた。

## 概要
ブカレスト生まれ。1963年、電気工学を学ぶためブカレスト工科大学に入学、1968年に学位を取得。1971年から1974年まで、フランスに留学。フランス、イギリス、スペイン、イタリア、ロシアなど5ヶ国語が堪能。
1989年に勃発したルーマニア革命では、反乱側の学生達を率いて共産党本部に侵入し、占拠された国営テレビ局において革命の勝利を示すメッセージを放送を流すなどして頭角を現した。
ルーマニア革命によりチャウシェスク夫妻が処刑された翌日の1989年12月26日から、鉱山労働者率いるMiron Cozmaによる一連の暴動で政権転覆し首相の座を追われた1991年10月1日まで務めた。
その後、1996年から1999年までルーマニア元老院議長、1999年から2000年まで外務大臣を歴任。2003年には民主自由党を離党し、翌2004年に民主勢力党を結成、選挙に臨んだが結果はふるわなかった。2008年9月、政府上級代表に就き、2008年11月30日に行われた選挙では元老院第43選挙区で国民自由党から出馬した。

## 人物
父のヴァルテル・ロマンは、生名をErnő Neuländerといい、トランシルヴァニア系ユダヤ人であった。ヴァルテルはスペイン内戦に国際旅団の義勇兵として参加したコミンテルンの活動家で、ルーマニア共産党の著名な党員でもあった。母のオルテンシア・ヴァレーホ はスペイン系で、2人はモスクワで結婚した。
私生活では、1974年にMioara Georgescuと結婚。娘Oanaをもうけたが、2007年4月7日に離婚。代わってルーマニア正教会の儀式に則り、Silvia Chifiriucと再婚した。
66の民主主義国における元国家元首の世界会議であるマドリード・クラブの会員でもある。